# Bernardswiller
Bernardswiller település Franciaországban, Bas-Rhin megyében. Lakosainak száma 1466 fő (2022. január 1.). Bernardswiller Obernai, Ottrott és Saint-Nabor községekkel határos.

## Népesség
A település népességének változása:
| Lakosok száma | 1467 | 1460 | 1501 | 1455 | 1446 | 1437 | 1451 | 1459 | 1466 |
|               | 2013 | 2015 | 2016 | 2017 | 2018 | 2019 | 2020 | 2021 | 2022 |